# Corso Salani
Corso Salani (* 9. September 1961 in Florenz; † 16. Juni 2010 in Ostia) war ein italienischer Schauspieler, Drehbuchautor und Filmregisseur.

## Leben
Salani diplomierte 1984 in seiner Heimatstadt am „Istituto di Science Cinematografiche“ und arbeitet dann als Assistent von Carlo Mazzacurati. 1989 zog er nach Rom und feierte ein Doppeldebüt; als Schauspieler trat er in Daniele Luchettis La settimana delle sfinge auf und als Regisseur legte er den melancholischen, die unruhigen und gefühlsbezogen ungewissen Monate von Jugendlichen in Ungarn, Gibraltar und Spanien schildernden, ohne große finanzielle Mittel gedrehten Voci d'Europa vor. Seine anschließenden Arbeiten als Schauspieler waren anfangs erfolgreicher als die des nach eigenem Drehbuch sich selbst inszenierenden Regisseurs Salani, die manchmal über Festivaleinsätze nicht hinauskamen. In Marco Risis Il muro di gomma spielte er einen Journalisten, in seinen eigenen Filmen immer sein Alter Ego Alberto.
Beim Filmfestival Locarno wurde sein Film Imatra 2007 mit dem Spezialpreis der Jury ausgezeichnet.
Salanai starb bei einem Badeaufenthalt an einem Herzinfarkt. Die im Spätjahr 2010 gegründete „Associazione Corso Salani“ beschäftigt sich mit seinem Werk und vergibt einen nach dem Regisseur benannten Preis für unabhängige Erstlingsfilme.

## Filmografie (Auswahl)
- 1989: La settimana delle sfinge
- 1989: Voci d'Europa (& Drehbuch, Regie)
- 1991: Die letzten Tage (Gli ultimi giorni) (& Drehbuch, Regie)
- 2004: Der Wind, abends (Il vento, di sera)
- 2007: Imatra (& Drehbuch, Regie)
- 2008: Mar nero